# Gran Premio Città di Camaiore 2012
Il Gran Premio Città di Camaiore 2012, sessantatreesima edizione della corsa e valida come evento dell'UCI Europe Tour 2012 categoria 1.1, si svolse l'11 agosto 2012 su un percorso di 199,2 km. Fu vinto dal colombiano Esteban Chaves che terminò la gara in 4h33'08", alla media di 44,267 km/h.
Partenza con 111 ciclisti, 53 dei quali portarono a termine il percorso.

## Ordine d'arrivo (Top 10)
| Pos. | Corridore            | Squadra       | Tempo    |
| ---- | -------------------- | ------------- | -------- |
| 1    | Esteban Chaves       | Colombia      | 4h33'08" |
| 2    | Sergej Černeckij     | Itera-Katusha | s.t.     |
| 3    | Franco Pellizotti    | Androni Gioc. | s.t.     |
| 4    | Domenico Pozzovivo   | Colnago-CSF   | s.t.     |
| 5    | Emanuele Sella       | Androni Gioc. | s.t.     |
| 6    | Danilo Di Luca       | Acqua & Sap.  | a 24"    |
| 7    | Jure Kocjan          | Type 1-Sanofi | s.t.     |
| 8    | Aleksandr Rybakov    | Itera-Katusha | s.t.     |
| 9    | Miguel Ángel Rubiano | Androni Gioc. | s.t.     |
| 10   | Davide Mucelli       | Utensilnord   | s.t.     |